# Didier Lutundula Okito
Didier Lutundula Okito est un entrepreneur, député, homme politique de la république démocratique du Congo.
Il est le vice-ministre de l’économie nationale, nommé le 27 aout 2019 dans le Gouvernement Ilunga, sous la présidence de Félix Tshisekedi, Chef de l’Etat.

## Biographie
Né à Katako-kombe en 1976, Didier Lutundula Okito a fait ses études primaires et secondaires à Katana dans la Province du Sud-Kivu au Nord de Bukavu, où, il a obtenu son certificat à l’école primaire Mwande, et son Diplôme d’Etat à l’Institut Kayandja.
Il fit ses études supérieures en Sciences Commerciales à l’Institut Supérieur de Commerce de Goma.
Il devient député national au compte de l’ Alliance des forces démocratiques du Congo (AFDC), élu de la ville de Bukavu aux élections nationales de décembre 2018 ; puis nommé Vice-ministre de l’économie nationale en Aout 2019.